# Dumérils Waran
Dumérils Waran (Varanus dumerilii) ist eine noch nicht sehr gut erforschte Echsenart aus Südostasien. Ursprünglich war sie als baumbewohnender Insektenfresser bekannt, heute ist das Bild vom Dumérils Waran von einer amphibischen Lebensweise und einem hauptsächlich aus Krabben bestehenden Nahrungsspektrum geprägt.

## Morphologie
Dumérils Waran wird maximal 1,30 Meter lang und wiegt etwa ein Kilogramm. Der seitlich zusammengedrückte Ruderschwanz ist 1,3- bis 1,6-mal so lang wie Kopf und Rumpf. Dumérils Waran hat einen breiten und flachen Schädel mit stumpfen Zähnen. Die Nasenlöcher sind schlitzförmig und verschließbar, letzteres ist bei Waranen einzigartig. Dumérils Warane können durch das Vorschieben der Vorderseite der relativ elastischen Hautschuppe den Nasengang plan abschließen. Es ist nicht möglich, ohne das Tier zu verletzen mit einer Pinzette diesen Verschluss
zu öffnen. Die Nasenlöcher werden zum Tauchen geschlossen. Beide Geschlechter verfügen über markante Präanalporen. Adulte Dumérils Warane sind braun und mit crèmefarbenen dorsalen und cranial gesehen horizontalen Bändern gezeichnet. Jungtiere sind schwarz, die Binden jedoch gelb bis zinnoberrot, jedoch meist in Orangetönen. Der Kopf hat bei Jungtieren eine vergleichbare Färbung wie die Bänderzeichnung. Bis auf den Unterschied, dass Männchen geringfügig größer sind als Weibchen, weist der Dumérils Waran keinen Geschlechtsdimorphismus auf. Der Nackenbereich weist bei Dumérils Waranen große Schuppen auf.

## Vorkommen
Vorkommen von Dumérils Waran sind von Thailand, Burma, der malaiischen Halbinsel, Borneo, Sumatra und vielen kleinen Inseln bekannt. Dumérils Waran lebt meist in küstennahen Mangrovenwäldern oder feuchten Inlandwäldern, seltener auf Agrarflächen.

## Lebensweise

### Allgemeines
Der Duméril-Waran ist tagaktiv und kann sowohl gut schwimmen als auch klettern. Lange Zeit galten sie als baumbewohnend, doch offenbar leben sie eher amphibisch. Manchmal schwimmen sie sogar im Meer, etwa auf der Flucht. Offenbar kehren sie manchmal in Erdbauten ein.

### Ernährung
Eine geraume Zeit lang galt der Duméril-Waran als Insektenfresser, der gelegentlich auch Eier und Vögel frisst. In Gefangenschaft wurden schon Ameisen sowie Mäuse, Eier und Eingeweide von Hühnern gefressen. Vermutungen gehen von verschiedenen Ernährungsweisen in der Natur aus: Die Vermutungen reichen von Schildkröteneiern und Ameisen bis hin zu Vögeln und Insekten.
Neuere Untersuchungen deuten allerdings auf Krabbennahrung hin. Zwei sezierte Tiere enthielten zusammen eine Spinne, eine Insektenlarve und fünf Krabben.
Der Ethologe Uwe Krebs stellte um 1979 weitere Untersuchungen an, welche das Ergebnis der Sezierungen bestätigten. Es wurde etwa beobachtet, dass der Duméril-Waran Schwierigkeiten damit hat, Wirbeltiere zu erbeuten. So wurde etwa eine Maus zentral und nicht am Kopf gepackt, oft liegt sie quer im Maul. Außerdem setzen sie ihre Vorderbeine als Hilfe ein, aber seltsamerweise so, dass dies ihnen den Schlingakt erschwert, die Beute wird eher aus dem Maul bewegt. Als den in Gefangenschaft beobachteten Waranen Krabben gereicht wurden, konnten sie diese wesentlich besser bewältigen als die Mäuse, obwohl die Warane in der Gefangenschaft noch nie Krabben bekamen. Das zentrale Packen der Beute ist bei Krabben ideal; dasselbe Prinzip hat der Waran an der Maus angewandt. Die Bewegung der Vorderbeine hat bei Krabben den Sinn, die sich an den Warankopf klammernden Scheren abzustreifen. Bei größeren Arten werden teils vor dem eigentlichen Fressakt die Scheren abgehebelt, manchmal sogar mit den Scheren alle Beine. Der Schlingakt wird bei großen Krabben durch Stemmen von diesen gegen eine feste Unterlage unterstützt, da zum Schlucken der großen Krabben viel Kraft nötig ist. Des Weiteren gibt es zusätzliche Anpassungen an die Krabbennahrung: Der flache Schädel etwa kann sehr gut in die schmalen Spalten eindringen, wo sich oft die recht flachen Krabben aufhalten.

### Fortpflanzung
Die einzigen Daten über die Fortpflanzung des Duméril-Waranes stammen von Tieren aus Gefangenschaft. Die Nester enthalten bis zu 23 Eier, ein Weibchen kann dreimal im Jahr Eier legen. Die Eier sind drei Zentimeter lang und wiegen meist mehr als 34 Gramm. Bei Temperaturen von 29 °C schlüpfen die Jungtiere nach 203 bis 234 Tagen. Schlüpflinge sind 21 Zentimeter lang und wiegen elf Gramm.

## Systematik
Die traditionelle Einordnung folgt dem Modell von Robert Mertens, welche er in einer großen Waran-Monographie von 1942 publizierte. Er wird dabei in als einziger Vertreter von ihr in die somit monotypische Untergattung Tectovaranus gestellt. Diese Einordnung begründete Mertens mit dem Bau des Schädels vom Duméril-Waran: Dieser ist für Warane recht schwer gebaut, dazu kurz, breit und flach. Darüber hinaus ist hervorstechend, dass die Juvenilstadien von Waranen meist generalistisch gebaut sind und erst im Alter die spezialisierten Formen annehmen, beim Duméril-Waran ist diese spezielle Schädelform allerdings schon bei Jungtieren vorhanden. Außerdem wird als abgrenzendes Merkmal die im Verhältnis zum Körper geringe Größe des Schädels gewertet. Es ist fraglich, ob der Duméril-Waran ein phylogenetisch alter oder junger Typus ist. Da nur jüngere Arten hochspezialisiert sind und wie der Duméril-Waran ein schlitzförmiges Nasenloch haben, ist der Duméril-Waran ein offenbar junger Typus. Eine Untersuchung an der Struktur der Hemipenes kam allerdings zu abweichenden Ergebnissen. Nach ihr sei der Duméril-Waran zusammen mit Varanus bengalensis, Varanus rudicollis und Varanus flavescens in die Untergattung Empagusia einzuordnen. Nach der hier verwendeten Systematik (Ziegler & Böhme 1997 sowie Böhme 2003) ist mit ebendiesen Arten in ebendiese Untergattung einzuordnen.
Von Varanus dumerilii sind keine Fossilien bekannt.
Die Art wurde zuerst von Hermann Schlegel als Monitor dumerilii erwähnt, die Typusregion des Duméril-Waranes ist ein Teil Borneos. Mit dem Artepitheton ehrte Schlegel den französischen Zoologen André Marie Constant Duméril.
Vom Duméril-Waran existieren zwei geographische Unterarten:
- Varanus dumerilii heteropholis – bewohnt den Norden und Osten von Borneo
- Varanus dumerilii dumerilii (Nominatform) – bewohnt den Rest des Verbreitungsgebietes.